# Shinnyo-En
 (juillet 2010).
Si vous disposez d'ouvrages ou d'articles de référence ou si vous connaissez des sites web de qualité traitant du thème abordé ici, merci de compléter l'article en donnant les références utiles à sa vérifiabilité et en les liant à la section « Notes et références ».
Shinnyo-En (真如苑) est une école bouddhiste japonaise faisant partie des nouveaux mouvements religieux shinshūkyō et fondée au Japon en 1936 par Shinjō Itō (伊藤 真乗, Itō Shinjō, 1906-1989) et par son épouse Tomoji 友司 (1912-1967).

## Histoire
Shinjō Itō s'instruit des enseignements du bouddhisme Shingon transmis par Maître Kukai au sein du temple Daigo-ji où il reçoit l'ordination en 1936. En créant le Shinnyo-En, Itō cherche à apporter la pratique ésotérique du bouddhisme Shingon aux laïcs, alors que celui-ci ne se transmettait au Japon qu'au seuls initiés. Devenu Grand Acharya en 1943, il établit Shinnyo-en qui accueille aussi bien des pratiquants laïcs, de toutes les croyances ou confessions, que des moines.
Shinnyo-en a plus de 850 000 fidèles de par le monde et des temples et des centres d'enseignement dans toutes les régions du Japon, en Asie, aux États-Unis et dans plusieurs pays d'Europe tels que la France, la Grande Bretagne et l'Allemagne.
Shinnyo-en est aujourd'hui guidé par la fille de Shinjō Itō, Shinsō Itō (伊藤 真聰, Itō Shinsō), née en 1942. Elle est successeur du fondateur et inscrite dans la filiation authentique par le temple Daigo-ji. Elle était en 1997 la première femme dans l'histoire du Shingon à officier une cérémonie dans le bâtiment principal (kondō) du Daigo-ji.

## Croyances
D’un point de vue doctrinal, on reconnait clairement l'héritage du bouddhisme Shingon dans le Shinnyo-En : l'accent mis sur le rituel, le recours aux mudrās (ingei 印契) et aux mantras (shingon 眞言), la présence des mandalas du monde du Diamant et du monde de la matrice dans chaque temple et l'inclusion du panthéon des bouddhas et des bodhisattvas typique du bouddhisme ésotérique Shingon.
En entrant dans la salle du maître-autel Shinnyoen, la « salle du Bouddha » (butsuden 仏殿), on trouve une représentation du Bouddha couché. C'est le Bouddha principal du Shinnyo-en dont une version a été sculptée par le fondateur lui-même,. Dans les temples les plus grands, il est accompagné à sa droite d'une image de Fudō Myōō et à sa gauche d'une image de Kannon. Fudō Myōō a été le premier à être consacré par le couple Itō en 1936 et il représente la détermination à surmonter tous les obstacles sur le chemin vers l'illumination. Quant à Kannon, elle fut la dernière représentation à être ajoutée à l'iconographie officielle de Shinnyoen dans les années 1970.
L'enseignement de Shinnyo-en est basé principalement sur le soutra Mahāyāna Mahāparinirvāṇa que Gautama Buddha aurait prêché juste avant d'atteindre l'ultime Nirvana bien que les traces archéologiques le fasse remonter au iiie siècle EC. De nature profondément laïque et universaliste, le soutra souligne entre autres la nature de bouddha, le côté sage et bienveillant, inhérente à tous, la présence éternelle de Bouddha, le Nirvāna étant un état joyeux du soi pur, et que la voie vers l'Éveil est ouverte à tous sans distinction.
Une des interprétations que Ito fit de ce sutra concerne la personne de Cunda Kammāraputta qui bien que Laic fut un disciple proche du Bouddha. Ito en déduit son enseignement que la libération universelle promise par le Bouddha n'est pas réservée à une élite religieuse.

### Les trois piliers
Ce sont le bakku daiju, le shōju 摂受 et le saishō 済摂.
Bakku daiju fait référence au transfert des fardeaux karmiques qui pourraient empêcher une personne d'atteindre la libération. Les deux principales incarnations de ce concept sont les fils décédés du couple Itō, Chibun (Kyōdōin) et Yūichi (Shindōin). Avant leur mort, les maladies physiques dont souffraient les deux jeunes garçons étaient interprétées comme des manifestations du dévouement d'un bodhisattva qui prend sur lui la souffrance des autres. Après leur décès, les adeptes du mouvement pensent qu’ils poursuivent leur travail depuis le domaine spirituel, permettant parfois la guérison miraculeuses des maladies des adeptes.
L'épouse d'Itō, Tomoji, est considérée comme l'incarnation du deuxième pilier: le shōju (l'étreinte). Son nom posthume, Shōjushin'in 摂受心院 (littéralement, celle qui manifeste le cœur de l'étreinte), reflète ce rôle. Le shōju peut se comprendre comme une pratique d'acceptation de l'autre et un effort pour créer une harmonie dans sa propre vie. Les adeptes considèrent que Tomoji a notamment incarné ce principe par sa défense de la tolérance et de l'harmonie interreligieuse.
Le dernier pilier, le saisho pourrait se traduire par « libération globale ». Il est incarné par les enseignements du Mahāparinirvāṇa Sūtra, dont Itō aurait permit la compréhension. Une des manière d'atteindre la bouddhéité et ainsi d'accéder à la libération consiste en l'accumulation de mérites et le transfert de mérites. De nombreux rituels du Shinnyo-En (comme les chants et les prières de consolation) visent à accumuler du mérite pour le bien de tous les êtres.

## Dialogue interreligieux
Dès le début du mouvement, les Itō se sont montrés ouverts au dialogue interreligieux, participant en tant que délégués au huitième congrès international de l'Organisation mondiale des bouddhistes en 1966. La même année, le couple voyage en Europe et est reçu par le pape Paul VI (1897-1978). Itō prononcera un discours sur Radio Vatican intitulé « La religion n'a pas de frontières ! » (Shūkyō ni kokkyō wa nai ! 宗教に国境はない !) Plus récemment, le mouvement a contribué à la reconstruction d'une mosquée au Pakistan endommagée après le séisme de 2005 au Cachemire.

## Evènements internationaux
Le mouvement s'est fait connaitre internationalement pour la tenue d'événements de grande envergure. L'exemple le plus connu est peut-être celui des lanternes flottantes d'Hawaï, organisé chaque année le Memorial Day à Honolulu.